# Cerapachys conservatus
Cerapachys conservatus är en myrart som beskrevs av Hugo Viehmeyer 1913. Cerapachys conservatus ingår i släktet Cerapachys och familjen myror. Inga underarter finns listade.